# Werner Strub (Heimatforscher)
Werner Strub-Wyss (* 11. Februar 1888 in Lohn SO; † September 1950) war ein Schweizer Lehrer und Grenchner Chronist bzw. Lokalhistoriker.

## Leben und Wirken
Strub stammte aus einer Lehrerfamilie, besuchte ein Lehrerseminar und arbeitete als Lehrer im Guldental, ehe «er 1911 nach Grenchen gewählt wurde», wo «er von der Mittel- zur Oberstufe berufen wurde». 1912 wurde «Strub Schulexperte an den kantonalen Lehrabschlussprüfungen, ferner Mitglied der Pädagogischen Kommission und der Bezirksschulkommission». 1925 heiratete er die Lehrerin Frieda Wyss, mit der er eine Tochter adoptierte.
Neben seiner Lehrtätigkeit war Strub Bibliothekar der Gemeindebibliothek Grenchen sowie Mitbegründer der dortigen Literarischen Gesellschaft. Er war auch Konservator des zukünftigen Heimatmuseums Grenchen, Kassier des Roten Kreuzes und des Samaritervereins, sowie «Mitglied verschiedener kantonaler Kommissionen».
Als sein Lebenswerk gilt das 1949 veröffentlichte Heimatbuch Grenchen. «Das 774 Seiten starke Standardwerk […] gilt als Klassiker der Grenchner Geschichte».
Nach ihm ist die Werner Strub-Strasse in Grenchen benannt.

## Schriften (Auswahl)
- Mit Wilhelm Fürst, William Marti, Walter Ochsenbein und dem Musikverein Helvetia Grenchen: Gedenkschrift zum 75-jährigen Jubiläum [des] Musikverein[s] Helvetia Grenchen, 1858–1933. Buchdruckerei Vogt-Schild,  Solothurn 1933. OCLC 78837470 OCLC 72246610
- Eine Zehnt-Entrichtungsverpflichtung von Grenchen zu Handen des Klosters Gottstatt. In: Historischer Verein des Kantons Solothurn (Hrsg.): Jahrbuch für solothurnische Geschichte. Band 9, 1936, S. 126–127, doi:10.5169/seals-322669.
- Grenchen verlangt 1817 mehr Land zum Urbarmachen. In: Historischer Verein des Kantons Solothurn (Hrsg.): Jahrbuch für solothurnische Geschichte. Band 9, 1936, S. 127–129, doi:10.5169/seals-322670.
- Mit der Offiziersgesellschaft Grenchen: Jubiläumsschrift der Offiziersgesellschaft Grenchen, 1895–1945 / 50 Jahre Offiziersgesellschaft Grenchen. Offiziersgesellschaft, Grenchen 1945. OCLC 84498949
- Heimatbuch Grenchen: Die vergangenen Jahrhunderte bis in die Gegenwart. Vogt-Schild, Solothurn 1949. OCLC 36997082 OCLC 165181739